# Gogogogo
Gogogogo ist eine ländliche Kommune im Südwesten von Madagaskar. Sie gehört zum Distrikt Ampanihy Ouest in der Region Atsimo-Andrefana. 2018 hatte die Kommune 19.454 Einwohner.

## Geographie
Der Ort liegt im Südwesten Madagaskars in ebener Savannen-Landschaft. Entlang der temporären Wasserläufe, welche nach Süden, zum Manakaralahy hin entwässern, gibt es lichten Baumbestand.
Die nächstgelegenen Orte sind Beadala Ambony (Bekompitse, NW), Ankilindrehozoky (Ankilimasy, N), Milanja (Ambalatany Beavoha, O), Belamoty (Amborinabo, SO), Antsoha und Beavaka (S), sowie Anamota (W).
Im Hauptort git es eine Grundschule. Der Großteil der Bevölkerung arbeitet im landwirtschaftlichen Bereich, wobei etwa 15 % von Viehzucht leben. Das wichtigste Produkt ist Cassava, außerdem werden Erdnüsse, Mais, Süßkartoffeln und Kuhbohnen angebaut.
Es gibt auch gewisse Mineralressourcen.

## Klima
Nach dem Köppen-Geiger-System zeichnet sich Gogogogo durch ein Steppenklima mit der Kurzbezeichnung BSh aus.